# République galicienne
27 juin 1931 – 2 juillet 1931
Entités précédentes :
- Royaume d'Espagne

Entités suivantes :
- République espagnole

La République galicienne (República Galega en galicien) est une ancienne république ayant existé au nord-ouest de l'Espagne. Ce régime constitue un très bref épisode de l'histoire de la Galice puisqu'il n'exista que environ cinq jours après le 27 juin 1931, la veille de l'élection de l'Assemblée constitutionnelle de la Seconde République Espagnole.
Ce jour-là, les chefs de la gauche nationaliste Pedro Campos Couceiro et Antón Alonso Ríos déclarèrent que la pleine indépendance de la Galice vis-à-vis de l'Espagne était le seul moyen pour que la Galice remédie à son retard séculaire et regagne sa dignité nationale. L'annulation temporaire de la construction de la ligne de chemin de fer reliant les villes de Zamora et Ourense fut le déclencheur immédiat des événements; cependant, la marginalisation historique et culturelle du pays — dès lors largement rural et galicophone — fut au centre du mouvement, ce que les négociations entre les forces espagnoles et les instigateurs galiciens désamorcèrent finalement. Le gouvernement à Madrid avait rapidement solutionné ce soucis avec des forces armées, et la République Galicienne n'avait duré que environ trois e cinq jours (selon la ville). Elle avait plus fortement choqué les grandes villes, comme Vigo, A Coruña et Ferrol.
Plusieurs organisations de gauches et champions de la souveraineté nationale galicienne continuent de célébrer cette date actuellement.